# Рабочий переулок (Санкт-Петербург)
Рабо́чий переулок — переулок в Адмиралтейском районе Санкт-Петербурга. Проходит от Английского проспекта до набережной реки Пряжки.

## История названия
16 апреля 1887 года присвоено название Княжеский переулок, по титулу владельца находящегося поблизости (набережная реки Мойки, 122) дворца великого князя Алексея Александровича.
Современное название Рабочий переулок получил 6 октября 1923 года, в противопоставление прежнему названию.

## История
Улица возникла в XVIII веке.

## Достопримечательности
- Школа № 235 им. Дмитрия Шостаковича (дом 3) с Народным музеем «А музы не молчали…».